# Ifta (Fluss)
Die Ifta ist ein über die Klingenborn 5,5 km, über den Lüderbach 8,9 km und über den Augraben (Mittellauf: Ölbach) sogar 11,1 km langer, orografisch linker Zufluss der Werra in Thüringen in Deutschland.

## Verlauf
Der Klingborn ist ein stark schüttender Karstquell am Ortsrand von Ifta
Nur 100 m südwestlich von dieser Quelle fließt die Ifta von links mit dem von Lüderbach kommenden Lüderbach zusammen, über den die Gewässerstationierung der Ifta geführt wird. 500 weitere Meter südöstlich befand sich die Klingbornmühle als erste Getreidemühle am Flusslauf. In der Ortslage trifft noch der Augraben (auch Ölbach) von Süden auf die Ifta. Etwa 200 m östlich der Ortslage befindet sich die Wehrecke, wo ein im Hochmittelalter angelegter Mühlgraben zu den Getreidemühlen von Creuzburg abgezweigt wurde. Dicht unterhalb der Wehrecke folgt schließlich der Rösselbach.

## Name
Der Name setzte sich ursprünglich aus dem mittelhochdeutschen Wort iffa für 'Ulme, Effe' und dem Kollektivsuffix -ida zusammen.
Der Ort Ifta ist nach der dort vorbeifließenden Ifta benannt.

## Wirtschaftshistorie
Mit dem Wasser der Ifta wurde bereits im Hochmittelalter die Creuzburger Mühlen-Kaskade versorgt. In Ifta selbst war die Klingbornmühle bedeutend sowie die am Mittellauf des Ölbach (Augraben) gelegene Ölmühle.  Bei der Mündung der Ifta in die Werra befand sich die zu Creuzburg gehörige mittelalterliche Fischer-Siedlung Kollendorf.
Nach 1990 entstand am Pferdsdorfer Weg das Massivholzwerk der Pollmeier GmbH & Co. KG. Das Werksgelände wurde mehrfach erweitert und reicht bis an den Unterlauf der Ifta. Dort wurde auch ein Gästehaus und ein etwa 3 Hektar großer Landschaftspark errichtet.

## Naturschutz
Der Bereich der Klingbornquelle ist 1992, auch für den ihn umgebenden Kalkmagerrasen als Naturschutzgebiet (Größe: 1,9 Hektar) ausgewiesen worden. Der Arbeitskreis Heimische Orchideen im Wartburgkreis verweist in seiner Standortdokumentation auf mehrere botanische Kostbarkeiten, hierzu zählen Große Händelwurz, Fuchssches Knabenkraut und Großes Zweiblatt.  Das Feuchtgebiet um die Quelle ist Lebensraum zahlreicher seltener Amphibien und Insekten. Eine Schautafel am Hauptzugangsweg informiert über weitere Besonderheiten. Der BUND, Kreisverband Wartburgkreis wies  den Klingborn als Biotop  des Monats März 2001 aus.